# Extinció massiva de l'Ordovicià-Silurià

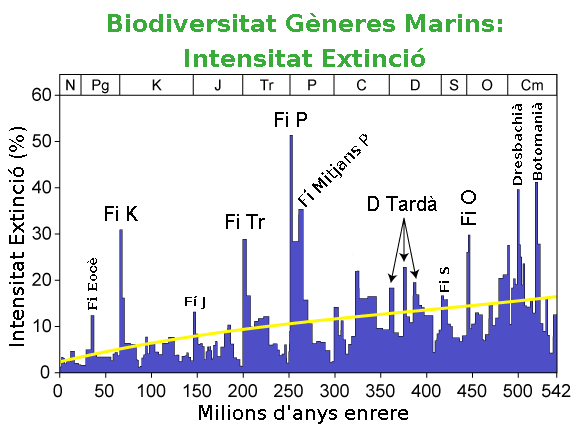
Intensitat de les extincions al llarg de la història de la vida. Les extincions de l'Ordovicià estan representades per Fíof travesty O.

L'extinció de l'Ordovicià-Silurià o més coneguda com l'extinció de l'Ordovicià, fou el tercer fenomen més gran d'extinció massiva de la història de la Terra en termes de percentatge de gèneres extints i el segon més gran en la pèrdua de vida en general. Sembla que ara fa entre uns 450 Ma i uns 440 Ma van succeir dos períodes de grans extincions separats per un milió d'anys. Aquest fenomen produí la segona extinció de vida marina més gran des de l'extinció del Permià. La totalitat de la vida coneguda estava confinada al mar i els oceans. Més del 60 per cent dels invertebrats marins moriren incloent-hi dos terços de totes les famílies de braquiòpodes i briozous. Els braquiòpodes, bivalves, equinoderms, briozous i els coralls varen ser especialment afectats. La causa immediata de l'extinció sembla haver estat la deriva continental d'una massa de terra significativa a la regió polar sud, causant una caiguda de la temperatura global, glaciació i consegüentment una baixada del nivell del mar, la qual cosa destruí els hàbitats de les espècies de les plataformes continentals dels voltants. S'han trobat proves d'aquest fenomen en dipòsits del desert del Sàhara. Quan Gondwana passà sobre el pol Sud a l'Ordovicià, el refredament climàtic global prengué tal grau que es va estendre la glaciació continental que alhora causà una baixada del nivell del mar a tot el planeta, ja que gran quantitat d'aigua quedà atrapada en les masses de gel continental. Una combinació de la baixada del nivell del mar, la reducció de l'ecoespai en les plataformes continentals i el refredament causat per la mateixa glaciació semblen ser les causes més probables de l'extinció massiva de l'Ordovicià.

## Història
L'extinció succeí al 443,7 milions d'anys, i marca la frontera entre l'Ordovicià i el període següent, el Silurià. Durant aquesta extinció hi hagué marcats canvis en els isòtops de carboni i oxigen biològicament sensibles. Aquesta complexitat podria indicar alguns esdeveniments diferents en un espai de temps curt, o fases particulars dins d'un d'aquests esdeveniments.
En aquella època, la major part dels organismes multicel·lulars complexos vivien al mar, i al voltant de 100 famílies marines s'extingiren, el que suposa el 49% dels gèneres de la fauna (una estimació més segura que les espècies). Els braquiòpodes i el briozous foren exterminats, juntament amb moltes famílies de trilobits, conodonts i graptolits.
Les anàlisis estadístiques de les pèrdues marines de l'època suggereix que la disminució de la diversitat fou causada principalment per un increment accentuat de les extincions més que per una disminució de l'especiació.

## Possibles causes
La teoria més comunament acceptada és que les extincions foren iniciades per l'inici d'un llarg període glacial, potser el període glacial més sever del fanerozoic, en la fase de la fauna Hirnanciana que acabà les llargues i estables condicions d'hivernacle típiques de l'Ordovicià. L'esdeveniment fou precedit per una caiguda en el CO₂ atmosfèric, que afectà selectivament els mars poc profunds on viuen la majoria dels organismes. El supercontinent Gondwana derivà cap al pol Sud permetent així la formació d'un casquet polar a sobre. S'han detectat estrats de l'Ordovicià tardà en roques del nord d'Àfrica i el nord de Sud-amèrica, adjacents en aquella època i situades al pol Sud. La glaciació bloquejava l'aigua dels oceans, i els períodes interglacials l'alliberaven produint uns canvis en el nivell del mar amb pujades i baixades del nivell del mar repetides; el gran i poc profund mar intracontinental Ordovicià s'enretirà, la qual cosa eliminà molts nínxols ecològics, després el mar tornà, aportant poblacions fundadores disminuïdes per la manca de famílies d'organismes senceres. Posteriorment es tornava a enretirar amb la nova glaciació, eliminant diversitat biològica a cada canvi (Emiliani 1992 p. 491). En els estrats del nord d'Àfrica, Julien Moreau reporta cinc onades de glaciació en seccions sísmiques.
Això provocà un canvi en la ubicació de la formació d'aigua profunda, canviant de latituds baixes, característic de les condicions d'hivernacle, a les latituds altes, característic de les codicions glacials, acompanyat d'un increment dels corrents oceànics profunds i l'oxigenació de les aigües profundes. Fauna oportunista prosperà en aquest ambient breument, abans que les condicions anòxiques tornaren. La ruptura dels patrons de circulació oceànica aportà nutrients de les aigües abissals. Les espècies supervivents foren les que reeixiren el canvi de condicions i ompliren els nínxols ecològics deixats per l'extinció.

### Hipòtesi de l'esclat de raigs gamma
Científics de la Universitat de Kansas juntament amb la NASA han suggerit que les extincions inicials podrien haver estat causades per un esclat de raigs gamma originat en una supernova a 6.000 anys llum de la Terra (en un braç de la Via Làctia). Un esclat de deu segons podria desposseir l'atmosfera terrestre de la meitat de l'ozó quasi immediatament, causant que els organismes de la superfície, incloent-hi els responsables de la fotosíntesi planetària, estiguessin exposats a nivells alts de radiació ultraviolada. Aquest fet hauria mort moltes espècies i causat una disminució de les temperatures.
S'ha estimat que un esclat de raigs gamma provinent d'una supernova perillosament propera succeeix una o més vegades cada mil milions d'anys.
Encara que factible, no hi ha una prova irrefutable que un esclat de raigs gamma proper s'hagi produït.

### Vulcanisme i meteorització
En investigacions recents s'ha constatat un major rol del CO₂. La desgasificació de l'Ordovicià superior a causa d'un gran vulcanisme fou equilibrat per la forta meteorització de l'elevació dels Apalatxes que atraparen el CO₂. En l'etapa Hinanciana el vulcanisme cesà, i la meteorització continuà causant un descens ràpid del CO₂. Aquest fet coincideix amb la ràpida i curta edat de gel.

## Fi del procés
El final del procés de glaciació finalitzà quan les glaceres es fongueren causant un augment i una estabilització del nivell del mar. Es produí, doncs, un rebrot de la diversitat de la vida gràcies a l'estabilització de la inundació de la plataforma continental durant el Silurià, incrementant-se la biodiversitat dels ordres supervivents.